# Gneo Servilio Cepione (console 169 a.C.)
Gneo Servilio Cepione  (in latino Cneus Servilius Caepio; fl. II secolo a.C.) è stato un politico e generale romano.

## Biografia
Figlio del console omonimo, fu edile curule nel 179 a.C., quando celebrò i giochi più volte, perché si erano manifestati numerosi avvenimenti straordinari. Nel 175 a.C. fu pretore e gli fu affidata la provincia della Spagna Ulteriore.
Dopo il suo ritorno in Italia, fu uno degli ambasciatori inviati in Macedonia per denunciare l'alleanza con Perseo.
Nel 169 a.C. fu eletto console con Quinto Marcio Filippo; a questi fu affidata la Macedonia, mentre Cepione rimase a presidiare l'Italia .